# NGC 3743
NGC 3743 este o infrared source⁠(d) situată în constelația Leul. A fost descoperită în 18 martie 1874 de către Ralph Copeland⁠(d).